# Gary Giddins

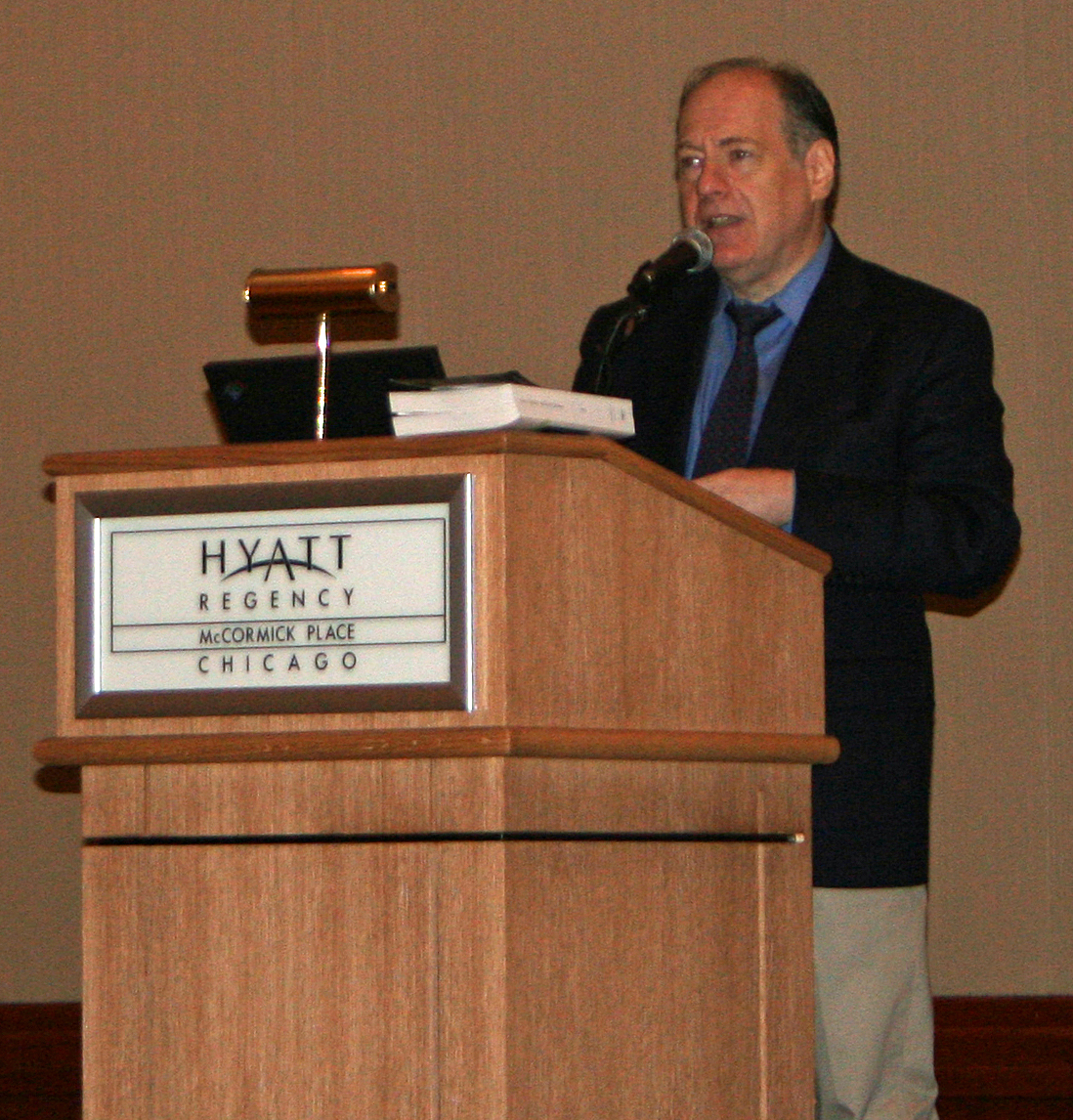
Gary Giddins (2009)

Gary Giddins (* 21. März 1948 in Brooklyn) ist ein US-amerikanischer Jazzautor, Jazzkritiker, Filmkritiker und Journalist.

## Leben und Wirken
Giddins wuchs in Long Island auf und studierte am Grinnell College in Iowa (Abschluss 1970). Ab 1971 war er freier Schriftsteller und ab 1973 bei der New Yorker Zeitschrift Village Voice. Seine ersten Jazzkritiken schrieb er durch Vermittlung von Dan Morgenstern. Er ist vor allem bekannt als langjähriger Kolumnist von 1974 bis Dezember 2003 von Village Voice, wo er die Kolumne Weather Bird hatte und vor allem über Musik (Jazz), Filme und Buchkritiken schrieb. Außerdem schrieb er u. a. für The New York Times, The New Yorker, Esquire, The Atlantic, The Nation und zurzeit (2007) für Jazz Times und The New York Sun (über Film). Er schrieb Biographien von Louis Armstrong (Satchmo) und Charlie Parker, über die er jeweils auch Filme drehte. Außerdem schrieb er eine erfolgreiche Biographie von Bing Crosby, die u. a. den Ralph J. Gleason Music Book Award gewann.
Giddins gewann 1998 einen National Book Critics Circle Award für Visions of Jazz und bisher sechs Deems Taylor Awards der ASCAP als Musikkritiker. Dreimal wurde er für den Grammy nominiert, den er 1987 für die Liner Notes zu Frank Sinatra – The Voice gewann. 2003 erhielt er eine Auszeichnung für sein Lebenswerk von der Jazz Journalists Association. Er war Gastdozent an mehreren Universitäten (u. a. Columbia University) und Guggenheim Fellow.
1986 bis 1993 organisierte er mit John Lewis Konzerte des American Jazz Orchestra u. a. mit Musikern wie Benny Carter, Gerry Mulligan, Dizzy Gillespie, Tony Bennett und David Murray. Außerdem produzierte er Konzerte u. a. für das JVC Jazz Festival in New York.
Giddins wird mit einer NEA Jazz Masters Fellowship geehrt.

## Schriften
- Riding on a Blue Note: Jazz and American Pop. Oxford University Press, New York 1981. Diane Pub 2000, ISBN 0-7567-6671-0. (Sammlung seiner Village Voice Beiträge, Essays, Kolumnen, Interviews)
- Rhythm-a-ning: Jazz Tradition and Innovation. Oxford University Press, New York 1985. Da Capo 2000, ISBN 0-306-80987-7. (Sammlung von Essays u. a. über Ornette Coleman, den Marsalis Brüdern, Monk, David Murray)
- Celebrating Bird: The Triumph of Charlie Parker. William Morrow, New York 1987. Da Capo 1999, ISBN 0-306-80892-7.
- Satchmo – The Genius of Louis Armstrong. Doubleday, New York 1988, Da Capo 2001, ISBN 0-306-81013-1.
- Faces in the Crowd: Musicians, Actors, Writers and Film Makers. Oxford University Press, New York 1992. Da Capo 2000, ISBN 0-306-80705-X. (Portr#ts von Jazzmusikern, der Jazzkritiker Martin Williams, Gunther Schuller, Whitney Balliett, Essays über Film)
- Visions of Jazz: The First Century. Oxford University Press, New York 1998, ISBN 0-19-513241-6. (70 Porträts von Musikern)
- Bing Crosby: A Pocketful of Dreams – The Early Years 1903–1940. Little Brown, 2001. Back Bay Books, ISBN 0-316-88645-9.
- Weather Bird: Jazz on the Dawn of its Second Century. 2004, ISBN 0-19-530449-7. (Essay und Kritiken Sammlung von 1990 bis 2003)
- Natural Selection: Gary Giddins on Comedy, Film, Music and Books. Oxford University Press, New York 2006, ISBN 0-19-517951-X. (Essays)
- Bing Crosby Swinging On a Star: The War Years 1940–1946. Little, Brown, 2018

### Filme
- Celebrating Bird: The Triumph of Charlie Parker 1987, für PBS
- Masters of American Music: Satchmo – Louis Armstrong aka Satchmo 2000, für PBS
- Autor von John Hammond: From Bessie Smith to Bruce Springsteen, PBS